# Východní Asie
Východní Asie je východní region Asie, který může být definován geograficky nebo etno-kulturně.
Východní Asie hraničí se Sibiří a ruským Dálným východem na severu, jihovýchodní Asií na jihu, jižní Asií na jihozápadě a střední Asií na západě. Na východě je Tichý oceán a na jihovýchodě Mikronésie (skupina ostrovů Tichého oceánu, klasifikovaná jako součást Oceánie).
Geograficky tato oblast leží na ploše 11 839 074 km², což je 28 % kontinentu Asie a je o 15 % větší než Evropa. Žije zde okolo 1,7 miliardy lidí, což je přibližně 38 % asijské populace a 20,5 % celosvětové populace. Tato oblast patří mezi nejvíce zalidněná místa na světě. Hustota zalidnění ve východní Asii je 130 obyvatel/km², což je přibližně trojnásobná průměrná hustota zalidnění na světě.
Kulturně zahrnuje ty společnosti, které byly po dlouhou dobu ve sféře vlivu čínské kultury, respektive je ovlivňoval:
- silný historický vliv klasické čínštiny
- konfucianismus a neokonfucianismus
- mahájánový buddhismus, zen buddhismus
- taoismus

Tato kombinace jazyka, politické filozofie a náboženství (stejně tak jako umění, architektury, svátků, atd.) přesahuje geografické vymezení východní Asie. Východní Asie je moderní výraz pro tradiční označení Dálný východ, který popisuje geografickou pozici oblasti vůči Evropě, spíše než oblast v rámci Asie.

## Státy východní Asie
Mezi moderní státy, které geografický náleží do východní Asie patří:
| Stát a jeho vlajka | Hlavní město | Rozloha (km²) | Počet obyvatel (odhad k 1. 7. 2002) | Hustota osídlení (ob./km²) |
| ------------------ | ------------ | ------------- | ----------------------------------- | -------------------------- |
| Čína               | Peking       | 9 584 492     | 1 384 303 705                       | 134,0                      |
| Hongkong (ČLR)     | Hongkong     | 1 092         | 7 303 334                           | 6 688,0                    |
| Japonsko           | Tokio        | 377 835       | 126 974 628                         | 336,1                      |
| Jižní Korea        | Soul         | 98 480        | 48 324 000                          | 490,7                      |
| Macao (ČLR)        | Macao        | 25            | 461 833                             | 18 473,3                   |
| Mongolsko          | Ulánbátar    | 1 565 000     | 2 694 432                           | 1,7                        |
| Severní Korea      | Pchjongjang  | 120 540       | 22 224 195                          | 184,4                      |
| Tchaj-wan          | Tchaj-pej    | 35 980        | 22 548 009                          | 626,7                      |

Kulturně, avšak již ne geograficky, do této oblasti dále patří:
- Malajsie
- Singapur
- Vietnam

Čínu, Severní Koreu, Jižní Koreu a Tchaj-wan neuznává nejméně jeden další východoasijský stát kvůli vážnému přetrvávajícímu politickému napětí v regionu, konkrétně rozdělení Koreje a politickému postavení Tchaj-wanu. Hongkong a Macao, dvě malá pobřežní kvazizávislá území nacházející se na jihu Číny, jsou oficiálně vysoce autonomní, ale de iure jsou pod čínskou suverenitou.

## Ekonomika
Japonsko, Tchaj-wan, Jižní Korea, pevninská Čína, Hongkong a Macao patří mezi největší a nejvíce prosperující ekonomiky světa.
| Celní území   | HDP nominální miliardy USD (2021) | HDP nominální na osobuUSD (2021) | HDP PPP miliardy USD (2021) | HDP PPP na osobuUSD (2021) |
| ------------- | --------------------------------- | -------------------------------- | --------------------------- | -------------------------- |
| Čína          | 16 642,318                        | 11 819                           | 26 656,766                  | 17 205,654                 |
| Hongkong      | 368,633                           | 49 036                           | 472,395                     | 58 165,200                 |
| Macao         | 39,449                            | 58 004                           | 61,623                      | 58 930,534                 |
| Japonsko      | 5 378,136                         | 42 928                           | 5 585,786                   | 41 636,628                 |
| Jižní Korea   | 1 806,707                         | 34 866                           | 2 436,875                   | 44 292,194                 |
| Mongolsko     | 14,233                            | 4 172                            | 42 412                      | 12 259,059                 |
| Severní Korea | N/A                               | N/A                              | N/A                         | N/A                        |
| Tchaj-wan     | 759,104                           | 32 123                           | 1 403,663                   | 54 019,882                 |
| Východní Asie | 25 008,59 $                       | 14 858$                          | 36 659,52 $                 | 21 779,585 $               |